# Kelek
Kelek ali kelik je arabsko ime za splav, ki ga na površju držijo votla telesa (z zrakom napolnjene živalske kože, buče, glinene posode...). Takšna telesa so med seboj povezana z ogrodjem različnih oblik, narejenim iz šibja ali lesenih palic. Kelek je bil v preteklosti zaradi velike plovnosti izjemno uporaben za prevažanje tovora, uporabljali pa so ga na rekah predvsem v tistih državah, kjer ni veliko gozdov (Albanija, Tibet, Mezopotamija, zahodna Ljudska republika Kitajska) Tovrstne splave je najti celo v Južni Ameriki. Ponekod je tovrstne splave moč najti še danes, predvsem v revnih deželah Afrike in Daljnega vzhoda.